# Echo-Ansó
Los túneles de Echo-Ansó se localizan entre estas localidades situadas en el extremo noroccidental de Aragón. Ambos túneles se ubican en la carretera autonómica A-176 y sirven para atravesar dos abruptos y estrechos paredones calcáreos que se disponen de manera paralela y tangencial a la carretera.
En junio de 2009 los túneles fueron reinaugurados junto con la profunda mejora llevada a cabo en toda la carretera entre Echo y Ansó, un infraestructura vital especialmente para prestar servicios a Ansó que es la última localidad de Aragón en su extremo noroeste. En dichas obras los túneles fueron totalmente reformados, se amplió su gálibo, se reasfaltarón y se renovaron íntegramente sus recubrimientos e iluminación.

## Características
Son dos túneles carreteros monotubos de 84 y 42 metros de longitud, ambos tiene un carril para cada uno de los sentidos de la circulación más arcenes, son amplios y modernos.[cita requerida]